# Pierre Dupont

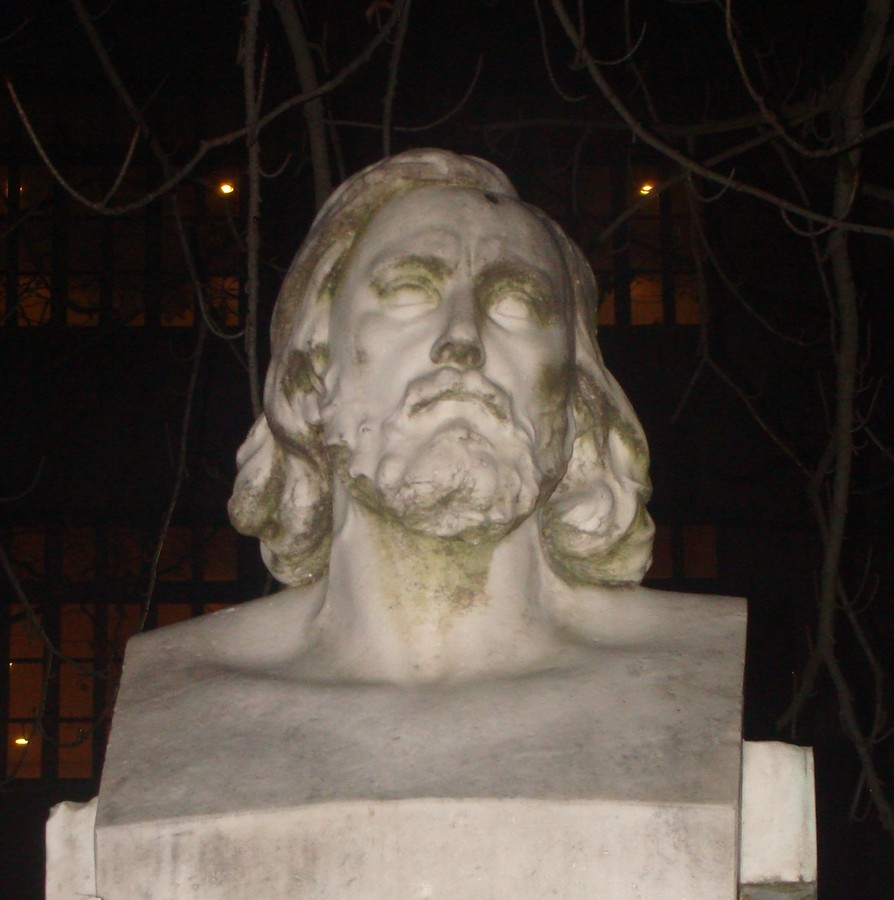
Pierre Dupont mellszobra Lyonban

Pierre Dupont [ejtsd: düpon] (Lyon, 1821. április 23. – Lyon, 1870. július 25.) francia költő és dalszerző.

## Élete
A Les deux anges (1842) költeménye a Francia Akadémia versenyén díjat nyert. Pierre-Antoine Lebrun segítségével a Dictionnaire de l'Académie szerkesztőségében kapott állást, ahol 1847-ig maradt. Ebben az időben Des bœufs (1846) című költeménye és Les paysans et les paysannes cím alatt összegyűjtött dalai és románcai révén nagy népszerűségnek örvendett. Az 1848. februári forradalom után a szocializmus híve lett, és ilyen szellemű verseket írt (Le chant des nations; Le chant des ouvriers stb.); emiatt 1851-ben hét évre az algériai Lambèse-be száműzték. Dalai, melyekhez maga írta a dallamokat is, összegyűjtve Cahier des chansons; La muse populaire (újabb kiad. Párizs, 1871) és Chants et chansons (3 kötet, 1852-54; 9. kiad. 1841) cím alatt jelentek meg.